# لسنیتسا (ترگوویشته)
لسنیتسا (به صربی: Lesnica) یک منطقهٔ مسکونی در صربستان است که در ترگوویشته واقع شده‌است. لسنیتسا ۱۵۹ نفر جمعیت دارد.